# 馬努瓦埃環礁

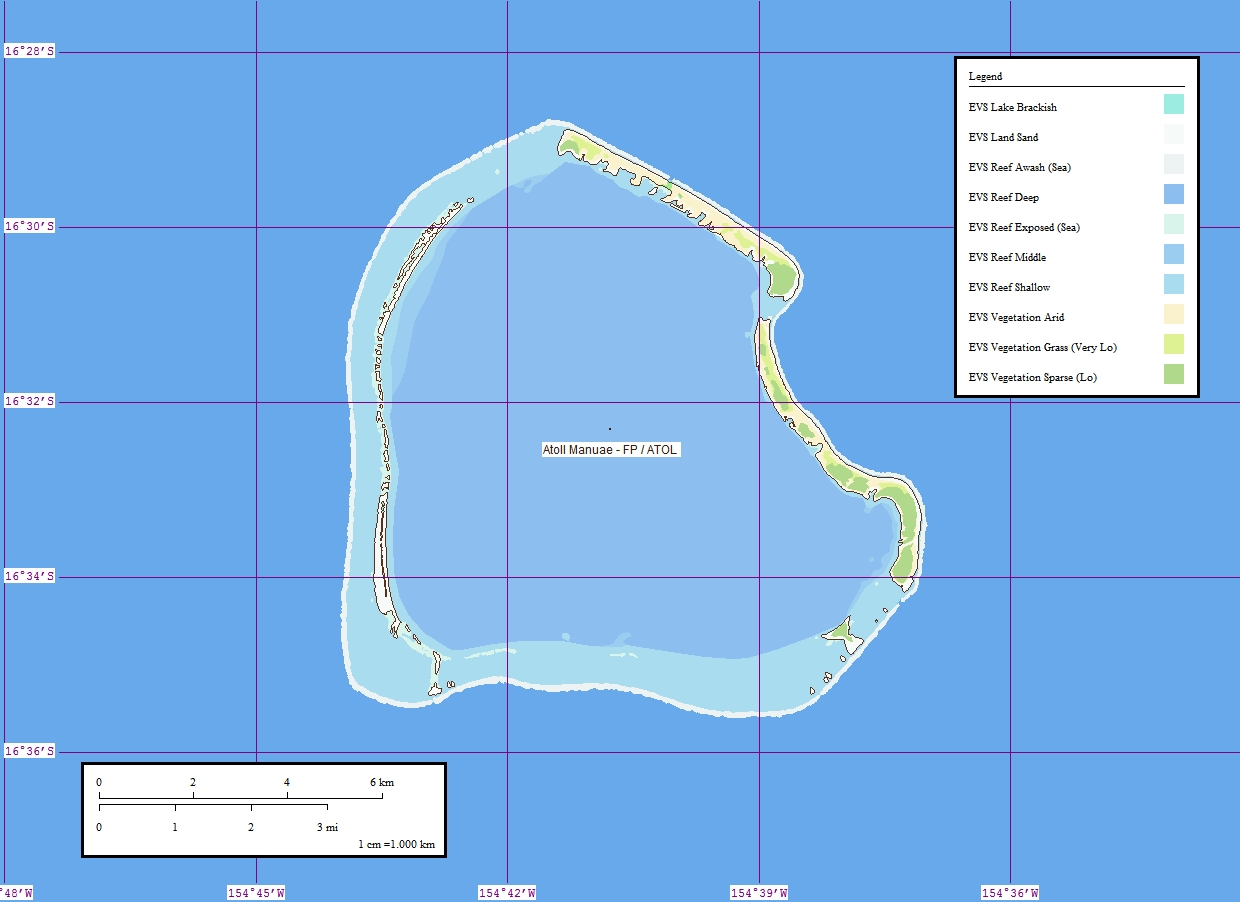
地圖

馬努瓦埃環礁（Manuae）是南太平洋法屬波利尼西亞的環礁，屬於背風群島的一部分，位於莫皮哈環礁西北60公里，由莫皮蒂市镇管辖，由一圈直径约6-7英里的岛屿组成，土地面積4平方公里，潟湖面積90平方公里，2017年人口21。

## 外部連結
- Classification of the French Polynesian atolls by Salvat (1985)
- Manuae at partenaire-info.net (accessed Oct. 22, 2006)
- Lesser known Society Islands at colonialvoyage.com